# Saulo Meneghetti
Saulo Meneghetti  (Chapecó, 15 de julho de 1985) é ator, artista plástico, escritor, roteirista e ex-modelo brasileiro. Em 2004 iniciou a carreira como modelo, fotografando para editoriais como Vogue e a Stylist. Em 2016 se destacou como o abolicionista Charles em Escrava Mãe, um dos personagens centrais da trama.

## Biografia
Saulo é filho dos arquitetos Zaíra Antunes e Dheory Meneghetti, tendo como irmão Gabriel Meneghetti. Segundo Saulo confidenciou a Revista Mensh, a qual já foi capa algumas vezes, ingressar na carreira artística foi um processo longo, de muito estudo e dedicação, uma vez que o ator não possui nenhum familiar no meio artístico. Na infância começou a se interessar pelas artes plásticas e realizou diversos cursos para lapidar suas técnicas, passando a comercializar suas primeiras obras aos 12 anos, após dar entrevista a um programa de TV local, desde então passou a ter seu trabalho disputado por arquitetos, decoradores e colecionadores de arte. Aos 15 anos começou a estudar interpretação ainda em sua cidade Chapecó, posteriormente integrou o elenco do Grupo Teatral Gralha Azul, após um teste de atuação foi aprovado, sendo o ator mais jovem da companhia teatral, um dos maiores grupos de teatro do Rio Grande do Sul. Em 2004 se mudou para São Paulo para profissionalizar-se na atuação.

## Carreira
Em 2003, aos 17 anos, começou a trabalhar como modelo. Logo após mudou-se para os Estados Unidos, onde fotografou para grifes e editoriais de modas de revistas, incluindo a Vogue e a Stylist. Durante este tempo também realizou suas primeiras exposições e vernissages como artista plástico. Em 2008 fez sua primeira partipação especial como ator na telenovela Os Mutantes. Em 2009 fez uma participação em Revelação e, logo em seguida, integrou o elenco de Vende-se um Véu de Noiva, ambas no SBT. Na sequência fez participações em Tempos Modernos e Carrossel, como o designer da personagem de Larissa Manoela. Em 2013 esteve nos filmes Meu Novo Velho Amor e  Pedro: Um Amor Escrito nas Estrelas. Já em 2014 protagonizou a web-série Guardião da Rosa Negra como o serial killer Lúcio.
Em 2015 assina contrato com a Rede Record e comanda um quadro de assistencialismo no Programa da Tarde, que ficou poucos episódios no ar antes do programa sair da grade. Em julho suas obras são incluídas em uma grande exposição em São Paulo, a Arte em Claves de Sol. Em abril de 2016 expõe sua nova mostra, intitulada Meu Tom, inspirada pelas lembranças de infância. Logo após tem a oportunidade de interpretar seu primeiro papel de destaque, Charles de Alencastro em Escrava Mãe, um revolucionário inglês que chega ao Brasil para fortalecer o movimento abolicionista e representar o ativismo político de igualdade, sendo um dos pilares centrais da trama.

## Vida pessoal
Em 2007 se formou em artes cênicas e, logo após, em teatro musical pela Escola de Atores Wolf Maya. Saulo é incentivador do Projeto Vibrar Parkinson, uma campanha pela conscientização e auxílio de portadores de doença de Parkinson no Brasil. Além disso ele é padrinho da Casa José Eduardo Cavichio (CAJEC), instituição que cuida de crianças e adolescentes com câncer.
Em 1999, o ator foi diagnosticado com ceratocone e atualmente possui apenas 30% de sua visão. Afirmou que está seguindo com o tratamento, enquanto procura um doador para um transplante de córnea. Em 2020 Saulo passou por dois transplantes de córneas, o que fez com que o artista conseguisse cura de seu quadro de ceratocone. No mesmo ano comandou uma ação social que visou melhorar a visão de 450 crianças na capital paulista, oferecendo exames médicos e óculos de grau. Saulo Meneghetti tornou pública sua doença afim de trazer representatividade aos portadores de ceratocone e início projeto juntamente com abaixo assinado para que ceratocone seja reconhecida como deficiência visual e com isso as pessoas tenham direito a tratamento público. 

## Filmografia

### Televisão
| Ano  | Título                   | Personagem            | Notas                         |
| ---- | ------------------------ | --------------------- | ----------------------------- |
| 2008 | Os Mutantes              | Vamp                  | Episódios: "10–18 de junho"   |
| 2008 | Revelação                | Patrício              | Episódio: "18 de janeiro"     |
| 2009 | Vende-se um Véu de Noiva | Felipe                |                               |
| 2010 | Tempos Modernos          | Fabiano               | Episódios: "1–6 de fevereiro" |
| 2012 | Carrossel                | Chris Armani          | Episódios: "15–16 de outubro" |
| 2015 | Programa da Tarde        | Repórter              | Quadro: Sonhar Não Tem Idade  |
| 2016 | Escrava Mãe              | Charles de Alencastro |                               |
| 2017 | O Rico e Lázaro          | Oziel                 |                               |
| 2018 | Lia                      | Hananias              |                               |

### Cinema
| Ano  | Título                              | Personagem    |
| ---- | ----------------------------------- | ------------- |
| 2013 | Meu Novo Velho Amor                 | Caldas        |
| 2013 | Pedro: Um Amor Escrito nas Estrelas | Ricardo       |
| 2017 | Cromossomo 21                       | —             |
| 2024 | Por Um breve Momemto                | Ariel Martins |

### Web
| Ano  | Título                 | Personagem |
| ---- | ---------------------- | ---------- |
| 2014 | Guardião da Rosa Negra | Lúcio      |
| 2017 | Secreto                | Rafael     |

## Teatro
| Ano  | Título             | Personagem        |
| ---- | ------------------ | ----------------- |
| 2010 | A Paixão de Cristo | Jesus Cristo      |
| 2010 | Making Musicals    | Lucca             |
| 2010 | Ana Bolena         | Rei Henrique VIII |